# Prenataal onderzoek
Prenataal onderzoek betekent dat tijdens de zwangerschap onderzocht kan worden of de vrouw een verhoogde kans heeft op een kind met een aangeboren afwijking of er kan DNA-onderzoek worden gedaan om te bepalen of het ongeboren kind bepaalde erfelijke of aangeboren afwijkingen heeft. De kansberekening wordt verricht middels een screeningsonderzoek oftewel combinatietest of specifieke echografie. Het DNA en chromosoomonderzoek met behulp van een vlokkentest of door middel van vruchtwateronderzoek.
Prenataal onderzoek wordt in het ziekenhuis of in gespecialiseerde onderzoekscentra uitgevoerd. Andere methoden om afwijkingen aan te tonen, bijvoorbeeld door middel van bloedonderzoek via een navelstrengpunctie, zijn beschikbaar, maar bieden geen volledige zekerheid.
Prenataal onderzoek brengt het risico van een miskraam met zich mee. Daarom worden deze onderzoeken niet bij iedere zwangere vrouw uitgevoerd en dient er meestal aan een aantal voorwaarden worden voldaan.
- De moeder dient 36 jaar of ouder te zijn omdat de kans aanzienlijk groter wordt dat het kind een erfelijke afwijking heeft;
- Als de moeder ooit een kind met een chromosoomafwijking heeft gekregen;
- Wanneer er in de nabije familie erfelijke ziekten of chromosoomafwijkingen voorkomen die met de tests kunnen worden aangetoond.